# Primera División del Ejército (Bolivia)
La 1.ª División de Ejército es un división militar perteneciente al Ejército de Bolivia. Se creó el 16 de junio de 1828 durante el Gobierno del mariscal Antonio José de Sucre y actualmente se encuentra asentada en la ciudad de Cobija, capital del Departamento de Pando. Administrativamente es dependiente del Ministerio de Defensa y organizativamente del Ejército de Bolivia.
A pesar de haber sido creada oficialmente en 1828, la división tiene antecedentes de haber aparecido a finales del año 1824 (antes de la fundación de la República de Bolivia en 1825), después de finalizada las batallas de Junin y Ayacucho del 6 de agosto y 9 de junio de 1824, respectivamente. 
Con el transcurso del tiempo, la División desapareció pero volvió a reaparecer nuevamente el 16 de junio de 1828 con sede en la ciudad de Oruro. A través de la historia de Bolivia, dicha división participó en las diferentes Campañas de la Confederación Perú-Boliviana, así como también en la guerra del Pacífico, en la guerra del Acre y en la guerra del Chaco.
En 1932, la División se componía por:
- el Regimiento de Infantería 2 «Sucre»;
- el Regimiento de Infantería 3 «Pérez»;
- el Regimiento de Infantería 5 «Campero»;
- el Regimiento de Caballería 3 «Aroma»;
- el Regimiento de Artillería 1 «Camacho»;
- y el Regimiento de Artillería 3 «Pisagua».

En la segunda mitad de la década de 1970, el EB adoptó una organización que incorporó cuatro cuerpos de ejército. La Primera División integró el I Cuerpo de Ejército hasta la disolución de este en los años noventa. Por entonces, la División se componía por:
- el Regimiento de Infantería 1 «Colorados»;
- el Regimiento de Infantería 4 «Ingavi»;
- el Regimiento de Infantería 5 «Lanza»;
- el Regimiento de Infantería 22 «Chuquisaca»;
- el Regimiento de Infantería 23 «Max Toledo»;
- el Batallón Blindado «Tarapacá»;
- el Batallón de Tanques 3 «Calama»;
- el Regimiento de Artillería 2 «Bolívar»;
- la Agrupación de Defensa Antiaérea 101;
- y el Batallón de Policía Militar 1.

## Organización
Actualmente, la Primera División se organiza como sigue:
- 1.ª División de Ejército. Sede: Cobija.
  - Regimiento de Infantería 35 «Bruno Racua». Sede: Puerto Rico.
  - Regimiento de Infantería 36 «Santos Pariamo». Sede: Rurrenabaque.
  - Batallón de Ingeniería VI «Riosinho». Sede: Cobija.
  - Batallón de Policía Militar VI. Sede: Cobija.